# Chiesa di Panagia Kapnikarea
La chiesa di Panagia Kapnikarea (in greco Εκκλησία της Παναγίας Καπνικαρέας?) o solo Kapnikarea (greco: Καπνικαρέα) è una chiesa greco-ortodossa e una delle più antiche chiese di Atene.

## Storia

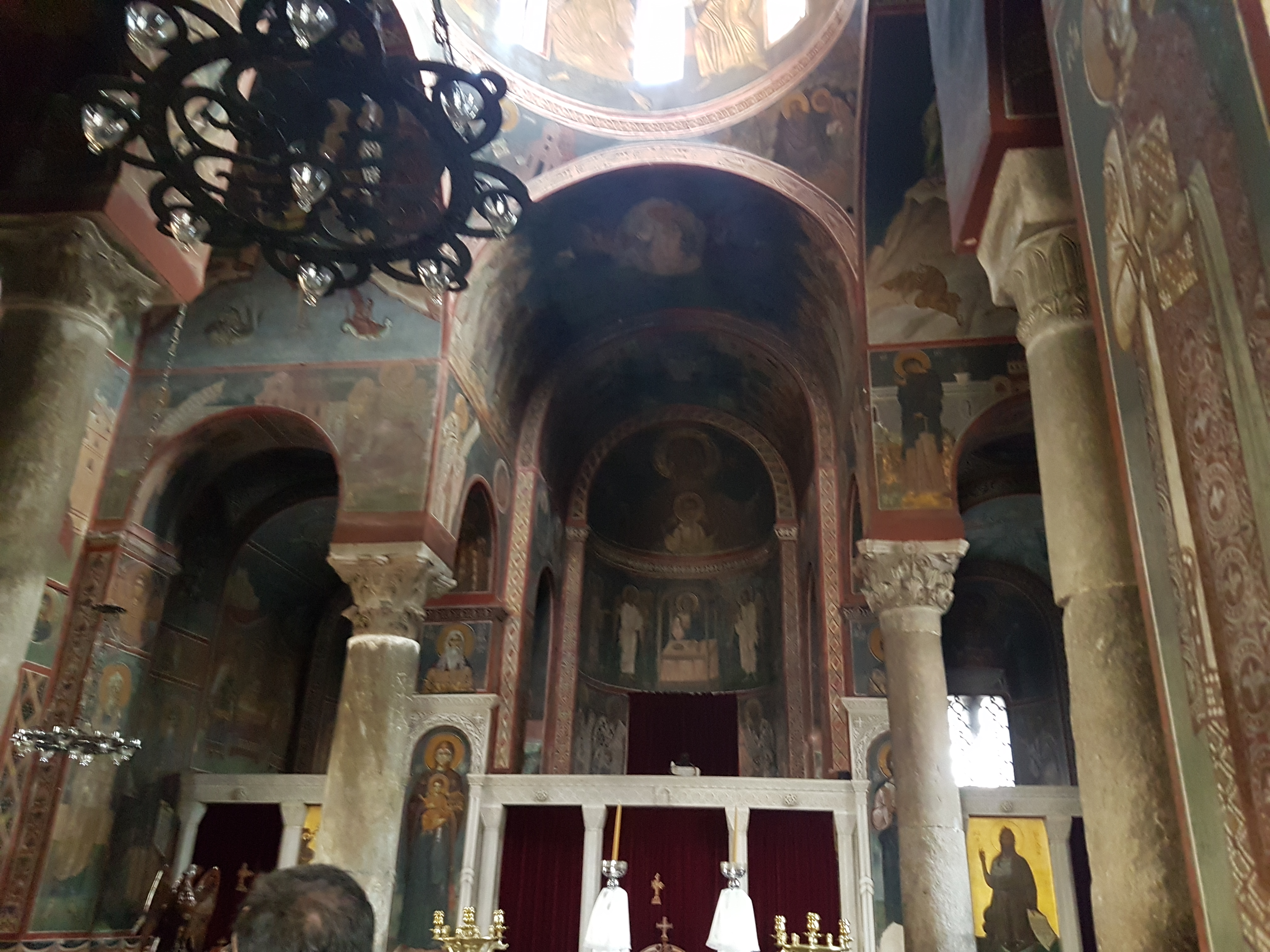
Interni

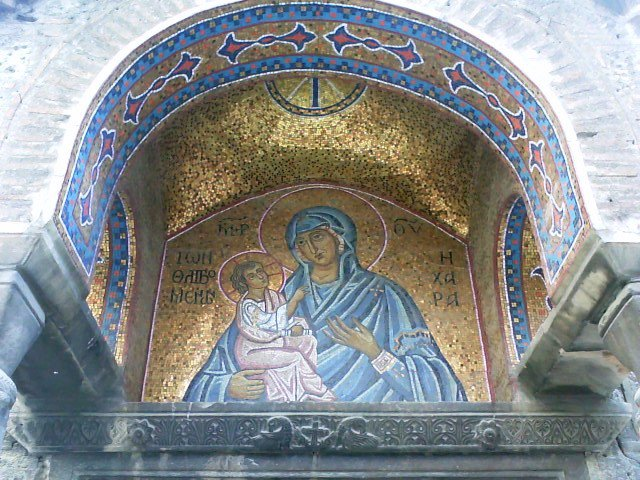
Mosaico della Madonna e bambino nel portico meridionale

Si stima che la chiesa sia stata costruita nell'XI secolo, forse intorno al 1050. Come era comune tra le chiese paleocristiane, fu costruita su un antico tempio pagano greco dedicato al culto di una dea, forse Atena o Demetra. Quando il re Ottone I, re del regno di Grecia, portò l'architetto bavarese Leo von Klenze a disegnare il nuovo piano urbanistico di Atene, la chiesa fu considerata da demolire e fu il re di Baviera Ludovico I a contestare la decisione salvando la chiesa.

## Architettura
Sembra che la chiesa di Kapnikarea sia stata originariamente il katholikon di un monastero. Attualmente, l'edificio è formato da un complesso di tre diverse unità collegate tra loro; queste unità furono costruite in successione:
a) la più grande chiesa meridionale dedicata alla Presentazione di Maria al Tempio,
b) la cappella di Santa Barbara sul lato settentrionale;
c) l'esonartece con il propileo a ovest.
La più grande delle due chiese, quella meridionale, è un complesso a cupola, a croce incrociata, ed è stata datata (sulla base di criteri morfologici) a poco dopo la metà dell'XI secolo.

## Posizione
La chiesa si trova nel centro della moderna città di Atene, proprio nel mezzo della zona dello shopping ad alto traffico di via Ermou, ai margini del quartiere Plaka.